# Davide Zannoni
Davide Zannoni (Verucchio, 19 maggio 1962) è un ex calciatore italiano, di ruolo centrocampista.

## Carriera
Debutta fra i professionisti nel 1982 nel Rimini, in Serie C1, il quale dopo una stagione e mezzo lo presta per un'annata al Cagliari, in Serie B, prima di farlo tornare un altro anno alla base in Romagna.
Nel 1985 si trasferisce al Parma, dove alla prima stagione contribuisce alla vittoria del campionato di C1 e quindi alla promozione in B, categoria nella quale giocherà coi gialloblù nelle due successive annate.
In seguito giocherà sempre in serie cadetta: un anno a testa nell'Udinese, nell'Ancona e nel Taranto, un biennio nella Reggiana – con vittoria del campionato e promozione in Serie A – e infine un'ultima stagione nel Ravenna.
In carriera ha totalizzato 228 partite in Serie B, corredate da 30 reti, 14 delle quali su calcio di rigore.

## Palmarès
- Campionato italiano Serie C: 1

Parma: 1985-1986 (girone A)
- Campionato italiano di Serie B: 1

Reggiana: 1992-1993